# Twinless
Pour plus de détails, voir Fiche technique et Distribution.
Twinless est un film américain écrit et réalisé par James Sweeney (en) et sorti en 2025.
Il met en vedette Dylan O'Brien, Sweeney lui-même, Aisling Franciosi, Lauren Graham, Tasha Smith, Chris Perfetti, François Arnaud, Susan Park et Cree Cicchino. Il est présenté en avant-première première mondiale au festival du film de Sundance 2025.

## Synopsis
Deux jeunes hommes nouent une amitié improbable après s'être rencontrés dans un groupe de soutien pour jumeaux sans jumeau (en).

## Fiche technique
Sauf indication contraire, les informations mentionnées dans cette section peuvent être confirmées par la base de données cinématographiques IMDb,  présente dans la section « Liens externes ».
- Titre original : Twinless
- Réalisation et scénario :  James Sweeney (en)
- Musique : Jung Jae-il
- Photographie : Greg Cotten
- Montage : Nikola Boyanov
- Production : James Sweeney et David Permut
- Sociétés de production : Republic Pictures, Permut Presentations et TPC
- Distribution : Lionsgate Films / Roadside Attractions (États-Unis), Sony Pictures Releasing International (international)
- Pays de production :  États-Unis
- Langue originale : anglais
- Format : couleur
- Genre : comédie dramatique
- Durée : 100 minutes
- Dates de sortie[2] :
  - États-Unis : 23 janvier 2025 (festival de Sundance)
  - États-Unis : 5 septembre 2025 Date sujette à modification

## Distribution
- Dylan O'Brien : Rocky / Roman
- James Sweeney (en) : Dennis
- Lauren Graham : Lisa
- Aisling Franciosi : Marcie
- Chris Perfetti : George
- François Arnaud : Sammy
- Cree Cicchino : Bianca
- Tasha Smith : Cjarlotte
- Susan Park : Sage

## Production
En février 2024, il est annoncé que Dylan O'Brien a rejoint le film, avec James Sweeney comme réalisateur et acteur, d'après un scénario qu'il a écrit. David Permut participe à la production avec Republic Pictures comme distributeur. En mai 2024, Aisling Franciosi et Lauren Graham rejoignent la distribution. En août 2024, Tasha Smith, Chris Perfetti, François Arnaud, Susan Park et Cree Cicchino sont également annoncés.   

## Sortie
Twinless est présenté en avant-première le 23 janvier 2025, en compétition officielle au festival de Sundance, dans la catégorie U.S. Dramatic Competition. Il sortira dans les salles américaines le 5 septembre 2025.

## Distinctions
- Festival du film de Sundance 2025[8],[9] :   
  - Prix du public (US Dramatic Competition)
  - Prix spécial du jury : prix d'interprétation (US Dramatic Competition) pour Dylan O'Brien